# John E. Bercaw
John E. Bercaw (* 3. Dezember 1944 in Cincinnati) ist ein US-amerikanischer Chemiker, der sich mit Metallorganischer Chemie befasst.
Bercaw erhielt 1967 seinen Bachelor-Abschluss an der North Carolina State University und wurde 1971 an der University of Michigan  bei Hans-Herbert Brintzinger über Titanocen promoviert (Titanocene as a Reactive Intermediate in the Reduction of Molecular Hydrogen and Nitrogen). Als Post-Doktorand war er an der University of Chicago bei Jack Halpern. Ab 1972 war er Arthur Amos Noyes Research Fellow am  Caltech, an dem er 1974 Assistant Professor, 1977 Associate Professor und 1979 Professor wurde. Ab 1993 war er dort Centennial Professor.
Er befasst sich mit Synthese, Struktur und Mechanik von Übergangsmetall-Komplexen in der Organischen Chemie, deren Transformationen und Thermodynamik. Außerdem befasst er sich mit Katalysatoren für die Teil-Oxidation von Kohlenwasserstoffen, für Olefin Trimerisation und Polymerisation, speziell Katalysatoren vom Pincer-Ligand-Typ. Er entwickelt metallorganischen Katalysatoren für C-H Bindungs-Aktivierung und Umwandlung von Synthesegas.
1989 war er Gastprofessor in Konstanz und Gastwissenschaftler der Royal Society of Chemistry in Oxford und 1990 Miller Professor in Berkeley.
Seit 2017 zählt ihn Clarivate Analytics aufgrund der Zahl seiner Zitationen zu den Favoriten auf einen Nobelpreis für Chemie (Clarivate Citation Laureates, früher Thomson Reuters Citation Laureates).

## Ehrungen und Mitgliedschaften
- 1980 American Chemical Society Award in Pure Chemistry
- 1990 American Chemical Society Award in Organometallic Chemistry
- 1990 Mitglied der National Academy of Sciences
- 1991 Fellow der American Academy of Arts and Sciences
- 1992 Edward Franklin Prize der Royal Society of Chemistry
- 1997 ACS Award for Distinguished Service in the Advancement of Inorganic Chemistry
- 1999 Chemical Pioneer Award
- 1999 George A. Olah Award in Kohlenwasserstoff- und Erdölchemie der ACS,
- 2000 Arthur C. Cope Scholar
- 2001 Ehrendoktor in Chicago
- 2012 Tolman Award
- 2014 Willard Gibbs Medal

Von 1976 bis 1978 war er Sloan Research Fellow.